# ニコンの銀塩コンパクトカメラ製品一覧
ニコンの銀塩コンパクトカメラ製品一覧は、ニコンの発売してきた銀塩フィルムを使うコンパクトカメラの一覧。135フィルムを使うカメラとAPSフィルムを使うカメラの両方を扱う。ニコレックスシリーズはレンズ固定ながら一眼レフなのでニコンの銀塩一眼レフカメラ製品一覧#ニコレックスシリーズに譲る。
ニコンは高級機志向であったこともあり、1980年代に入るまでコンパクトカメラを生産していなかった。オートフォーカス一眼レフ開発前夜の時期は一眼レフカメラの市場が冷え込んだ時期であり、新たな可能性を求めてコンパクトカメラ市場に参入したものと思われる。2005年11月現在ニコンのホームページを見る限り、国内販売されている銀塩コンパクトカメラは存在しない。
ニコン製のレンズはその多くが「ニッコール」ブランドを使用しているが、銀塩コンパクトカメラはほとんど「ニコンレンズ」となっている。。

## 135フィルム使用カメラ

### ピカイチシリーズ
- ニコンL35AF/ニコンL35AD（1983年3月1日発売） - ニコンのコンパクトカメラ第1号機。「AD」はデート機構付き。愛称は「ピカイチ」/「ピカイチAD」。このクラスのカメラとしては贅沢なゾナー型4群5枚のニコンレンズ35mmF2.8を固定装着、最短撮影距離0.8m。オートポップアップスピードライトを採用し、露出補正機構やフィルターねじの装備など堅実な設計のカメラだった。
- ニコンL35AD2 - 「Newピカイチ」。3群4枚のニコンレンズ35mmF2.8を固定装着。DXコード対応。
- ニコンL135AF/ニコンL135AD（1984年3月1日発売） - 愛称は「ピカイチメイト」。3群4枚のニコンレンズ35mmF3.5を固定装着した普及版。最短撮影距離1.2m。
- ニコンTWAD（1985年発売） - 愛称は「ピカイチテレ」。3群4枚38mmF3.5最短撮影距離0.4mと6群8枚65mmF5.6最短撮影距離1.3mの切り替え式。
- ニコンL35AWAF/ニコンL35AWAD（1986年3月発売） - 愛称は「ピカイチカリブ」/「ピカイチカリブQD」。3mの防水カメラ。水中ではオートフォーカス不可。
- ニコンAD3（1987年3月発売） - 愛称は「ピカイチ3」。3群4枚のニコンレンズ35mmF2.8を固定装着。電源はリチウムCR-P2。最短撮影距離は0.45m。
- ニコンRD（1987年発売） - 愛称は「ピカイチルポQD」。
- ニコンTW2D（1987年10月発売） - 愛称は「ピカイチテレエクセルQD」。レンズは35mmF3.5/70mmF6.8の切り替え式で、ソフトフォーカス機能を内蔵している。
- ニコンTWズームQD（1988年発売） - 愛称は「ピカイチズームQD」。7群9枚のニコンズームレンズ35-70mmF3.5-6.5固定装着。電源はリチウム2CR5。
- ニコンRD2（1988年発売） - 愛称は「ピカイチルポ2QD」。
- ニコンTW20QD（1989年発売） - 愛称は「ピカイチデュオQD」。
- ニコンTWズーム35←→70QD（1990年発売） - 愛称は「ピカイチズーム35←→70QD」。
- ニコンTWズーム35←→80QD（1991年発売） - 愛称は「ピカイチズーム35←→80QD」。
- ニコンW35QD（1991年発売） - 愛称は「ピカイチルポ35QD」。
- ニコンAW35QD（1992年発売） - 愛称は「ジュビア」。

### ズームシリーズ
ピカイチシリーズにもあったズーム装着モデルの後継シリーズとして発展した。
- ニコンTWズーム105ワールドタイム（1992年9月発売） - ズームコンパクトカメラの最高峰を目指した野心作。オートフォーカス一眼レフのようなパッシブオートフォーカスを採用し、ワイドエリアオートフォーカス・スポットオートフォーカス・予測駆動オートフォーカスモードを持つ。フィルムの途中交換機能や世界24エリアのデート機能、焦点距離を切り替えるズーム連写モードや、撮影倍率を一定にするイメージサイズロック、プラスマイナス2EVの露出補正など並みの一眼レフを凌駕する多機能機であったが、重量520グラムとなるなど重さ大きさも一眼レフカメラ並みになってしまった。8群9枚の37-105mmF3.7-9.9固定装着。
- ニコンTWズーム85QD - 愛称は「ズーム85パノラマ」。
- ニコンズーム700VRQD（1994年4月発売） - スチルカメラとしては世界で初めて手ブレ補正機能を搭載したカメラ。その手ブレ補正機能は現在いくつかのデジタルカメラで採用されているのと同じジャイロと補正光学系を組み合わせた方式であった。撮影対象の概略の大きさが記録できるメジャリング機構を内蔵していた。

### ニコンミニシリーズ
- ニコンAF600/ニコンAF600QD（1993年3月発売） - 愛称「ニコンミニ」。発売当時は世界最小最軽量だった28mmF3.5沈胴式レンズを持つカメラ。レンズの描写が評判でプロのサブカメラ等にも使われた。後AF600QDグレーメタリックモデルとシルバーメタリックモデルが追加された。
- ズーム100QD（1993年発売） - 愛称は「ニコンリトルズーム」。
- ニコンAF200QD（1993年発売）
- ニコンEF100（1993年発売）
- ズーム300QD（1994年2月発売） - 愛称は「ニコンミニズーム」。当時世界最小最軽量のズームコンパクトカメラであった。
- ズーム500QD（1995年発売） - 愛称は「ニコンミニズームZ」。
- ズーム310QD（1995年発売） - 愛称は「ニコンメタルズーム」。35-70mmF3.5-6.5レンズ固定装着。
- ズーム600QD（1998年8月29日発売） - 愛称は「ニコンミニズーム600」。38-110mmレンズ固定装着。
- ズーム400QD（1998年8月29日発売） - 愛称は「ニコンミニズーム400」。38-80mmレンズ固定装着。

### Tiシリーズ
チタン外装のボディー、4本の針による特徴的な撮影情報表示、一眼レフ並みのマルチパターン測光を持つ高級コンパクトカメラ。銀塩コンパクトにニッコールの銘がつけられたのはこのシリーズのみで、レンズ設計は脇本善司（1924-1996年）による。
- ニコン35TiQD（1993年12月発売） - 4群6枚のニッコール35mmF2.8固定装着。
- ニコン28TiQD（1994年9月発売） - 5群7枚のニッコール28mmF2.8固定装着。

### ライトタッチズームシリーズ
ライトタッチズーム（Lite Touch Zoom ）シリーズはニコンの銀塩コンパクトカメラでは最後のシリーズであり、非球面レンズやEDレンズを採用した機種もあるが、デジタルカメラの普及した時期と重なるため特に話題になることもなかった。2005年11月時点ではすべて生産終了となっている。
- ニコンライトタッチズーム70WsQD - 5群5枚のニコンズームレンズ28-70mmF5.6-10固定装着。
- ニコンライトタッチズーム100WsQD - 非球面レンズを含む6群6枚のニコンズームレンズ28-100mmF5.8-10.5固定装着。
- ニコンライトタッチズーム110sQD - 6群6枚のニコンズームレンズ38mm〜110mmF4.5〜11.9固定装着。
- ニコンライトタッチズーム120EDQD（2000年9月発売） - EDレンズ、非球面レンズを含む5群7枚のニコンズームレンズ38-120mmF5.3-10.5固定装着。
- ニコンライトタッチズーム130EDQD - EDレンズ1枚、非球面レンズ2枚を含む5群7枚のニコンズームレンズ38-130mmF5.3-10.5固定装着。
- ニコンライトタッチズーム140EDQD - EDレンズ1枚、非球面レンズ2枚を含む8群10枚のニコンズームレンズ38-140mmF5.3-10.5固定装着。
- ニコンライトタッチズーム150EDQD（2003年1月発売） - EDレンズ、非球面レンズを含む5群7枚のニコンズームレンズ38-150mmF5.4-12固定装着。

## APSフィルム使用カメラ

### ニュービスシリーズ
ニュービス（Nuvis ）とは「New Vision」「New Visual」からの造語で、シリーズは全てオートフォーカス、プログラムAE露出。135フィルムのコンパクトカメラより一足早く生産終了となった。
- ニュービス125i（1996年4月発売） - ニュービスシリーズ最初のカメラ。
- ニュービスミニi
- ニュービス75i
- ニュービス110i（1997年9月27日発売）
- ニュービス160i（1997年11月13日発売）
- ニュービスS（1998年12月19日発売） - カプセルタイプ。ニコンズームレンズ22.5-66mmF5.2-7.5固定装着。
- ニュービス200（1999年6月5日発売）
- ニュービス300（1999年9月4日発売） - 7群8枚の28-80mmF4.2-11固定装着。
- ニュービスS2000（2000年3月25日発売） - - カプセルタイプ。5群5枚のニコンズームレンズ24-48mmF4.5-8.2固定装着。
- ニュービスV（2000年9月8日発売） - 6群6枚の22.5-66mmF5.2-7.7固定装着。

## 備考
- 2003年4月1日、サポート業務はニコンカメラ販売株式会社に移管されている。そのため、カタログでは同社が表に出るようになった。